# Mistrzostwa świata w żeglarstwie (klasa Laser)

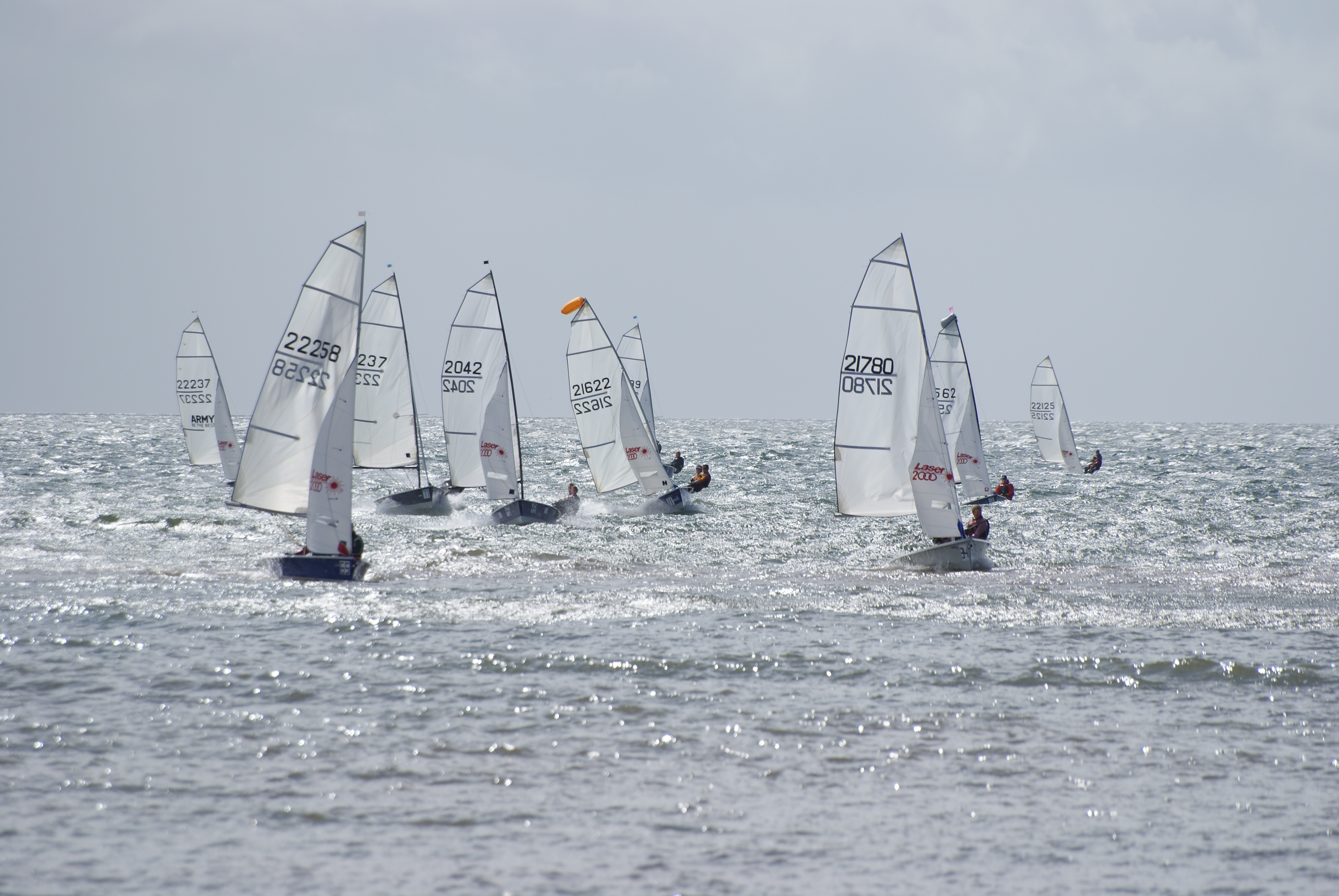
Jachty należące do klasy Laser

Mistrzostwa świata w klasie Laser organizowane są przez Międzynarodową Federację Żeglarską od 1974 roku. Edycje mistrzostw rozgrywane w roku przedolimpijskich stanowią jednocześnie okazję do zdobycia kwalifikacji olimpijskiej. Regaty w klasie Laser są konkurencją olimpijską od 1996 r.

## Medaliści
| Rok  | Lokalizacja            | Złoto             | Srebro            | Brąz                |
| ---- | ---------------------- | ----------------- | ----------------- | ------------------- |
| 1974 | Hamilton               | Peter Commette    | Norm Freeman      | Chris Boome         |
| 1976 | Kilonia                | John Bertrand     | Barry Thom        | Edward Adams        |
| 1977 | Cabo Frio              | John Bertrand     | Peter Commette    | Mark Neeleman       |
| 1978 | Perth                  | Lasse Hjortnæs    | Peter Conde       | Andrew Menkart      |
| 1979 | Kingston               | Ed Baird          | Jose Barcel Dias  | John Cutler         |
| 1980 | Kingston               | Ed Baird          | Jose Barcel Dias  | John Cutler         |
| 1982 | Sardynia               | Terry Neilson     | Andrew Roy        | Mark Brink          |
| 1983 | Gulfport               | Oscar Paulich     | Per Arne Nilson   | Asbjörn Arnkvaern   |
| 1985 | Halmstad               | Lawrence Crispin  | Andreas John      | Benny Andersen      |
| 1987 | Malbourne              | Stuart Wallace    | Gunni Pedersen    | Peter Tanscheit     |
| 1988 | Falmouth               | Glenn Bourke      | Benny Andersen    | Peter Fox           |
| 1989 | Aarhus                 | Glenn Bourke      | Wouter Duetz      | Scott Ellis         |
| 1990 | Newport                | Glenn Bourke      | Steven Bourdow    | Peter Tanscheit     |
| 1991 | Porto Karas            | Peter Tanscheit   | Stefan Warkalla   | Mladen Makjanić     |
| 1993 | Takapuna               | Thomas Johanson   | Peter Tanscheit   | Robert Scheidt      |
| 1994 | Wakayama               | Nikolas Burfoot   | Pascal Lacoste    | Serge Kats          |
| 1995 | Santa Cruz de Tenerife | Robert Scheidt    | Nik Burfoot       | Eivind Melleby      |
| 1996 | Simonstad              | Robert Scheidt    | Karl Suneson      | Ben Ainslie         |
| 1997 | Algarrobo              | Robert Scheidt    | Nik Burfoot       | Ben Ainslie         |
| 1999 | Melbourne              | Ben Ainslie       | Robert Scheidt    | Karl Suneson        |
| 2000 | Cancún                 | Robert Scheidt    | Michael Blackburn | Ben Ainslie         |
| 2001 | Cork                   | Robert Scheidt    | Gustavo Lima      | Peer Moberg         |
| 2002 | Hyannis                | Robert Scheidt    | Karl Suneson      | Paul Goodison       |
| 2003 | Kadyks                 | Gustavo Lima      | Robert Scheidt    | Michael Blackburn   |
| 2004 | Bitez                  | Robert Scheidt    | Mark Mendelblatt  | Michael Blackburn   |
| 2005 | Fortaleza              | Robert Scheidt    | Vasilij Žbogar    | Diego Emilio Romero |
| 2006 | Czedżu                 | Michael Blackburn | Tom Slingsby      | Rasmus Myrgren      |
| 2007 | Cascais                | Tom Slingsby      | Andrew Murdoch    | Deniss Karpak       |
| 2008 | Terrigal               | Tom Slingsby      | Julio Alsogaray   | Javier Hernández    |
| 2009 | Halifax                | Paul Goodison     | Michael Bullot    | Nick Thompson       |
| 2010 | Hayling Island         | Tom Slingsby      | Nick Thompson     | Andrew Murdoch      |
| 2011 | Perth                  | Tom Slingsby      | Nick Thompson     | Andrew Murdoch      |
| 2012 | Boltenhagen            | Tom Slingsby      | Tonči Stipanović  | Andrew Murdoch      |
| 2013 | Al Musannah            | Robert Scheidt    | Pawlos Kondidis   | Philipp Buhl        |
| 2014 | Santander              | Nicholas Heiner   | Tom Burton        | Nick Thompson       |
| 2015 | Kingston               |                   |                   |                     |

## Klasyfikacja medalowa
| Miejsce | Państwo           | Złoto | Srebro | Brąz | Razem |
| ------- | ----------------- | ----- | ------ | ---- | ----- |
| 1.      | Australia         | 10    | 4      | 4    | 18    |
| 2.      | Brazylia          | 10    | 4      | 3    | 17    |
| 3.      | Stany Zjednoczone | 4     | 4      | 4    | 12    |
| 4.      | Wielka Brytania   | 3     | 2      | 6    | 11    |
| 5.      | Holandia          | 2     | 1      | 2    | 5     |
| 6.      | Nowa Zelandia     | 1     | 5      | 4    | 10    |
| 7.      | Dania             | 1     | 2      | 1    | 4     |
| 8.      | Kanada            | 1     | 1      | 0    | 2     |
| 8.      | Portugalia        | 1     | 1      | 0    | 2     |
| 10.     | Finlandia         | 1     | 0      | 0    | 1     |
| 11.     | Szwecja           | 0     | 2      | 3    | 5     |
| 12.     | Niemcy            | 0     | 2      | 1    | 3     |
| 13.     | Norwegia          | 0     | 1      | 2    | 3     |
| 14.     | Argentyna         | 0     | 1      | 1    | 2     |
| 14.     | Chorwacja         | 0     | 1      | 1    | 2     |
| 16.     | Francja           | 0     | 1      | 0    | 1     |
| 16.     | Słowenia          | 0     | 1      | 0    | 1     |
| 16.     | Cypr              | 0     | 1      | 0    | 1     |
| 19.     | Estonia           | 0     | 0      | 1    | 1     |
| 19.     | Hiszpania         | 0     | 0      | 1    | 1     |
| Razem   | Razem             | 34    | 34     | 34   | 102   |